# Sherman (Texas)
Sherman település az Amerikai Egyesült Államok Texas államában, Grayson megyében, melynek megyeszékhelye is. Lakosainak száma 43 645 fő (2020. április 1.).

## Népesség
A település népességének változása:

| 2010 | 38 521 |
| 2020 | 43 645 |